# Oliver Heaviside
Oliver Heaviside (18. května 1850, Londýn, Spojené království – 3. února 1925, Torquay) byl britský matematik a fyzik samouk. 
K jeho nejdůležitějším výsledkům patří zavedení komplexních čísel do studia elektrických obvodů, objev nových metod k řešení diferenciálních rovnic, nebo objevení vektorové analýzy. Přes nepochopení, které provázelo jeho vztahy se zbytkem vědecké komunity, jeho práce ovlivnila matematiku a fyziku na mnoho let dopředu.